# 天理教校
天理教校（てんりきょうこう）は、日本の新宗教である天理教の教師を養成する教育機関。学校教育法上は奈良県認可の各種学校である。

## 概要
1900年4月に開学。本科、専修科、第二専修科などの課程があった。また、旧制天理中学校（現在の天理高等学校）設立の母体となった。関連教育機関には、天理大学女子短期大学部、天理小学校、天理中学校、天理高等学校、天理教校学園高等学校（2005年に天理教校附属高等学校と天理教校親里高等学校が合併）、天理幼稚園、天理医療大学、天理看護学院、天理医学技術学校、天理教語学院がある。
本科は、天理教に関する高度な専門知識を身につけられる国内屈指の機関であるとして定評があり、天理大学を卒業して教人の資格を得た宗教家の卵が学ぶ実質的な大学院としての課程（2-4年）である。専修科は高等学校卒業者を対象にしていた。専修科に通う学生は信者詰所から通学した。天理教校高等学校の卒業生も多く学んだ。一方で、天理教と関係ない一般の高校から進んでくる者もいる。天理大学以外の大学に通う学生（大学院生）が就職することもある。

## 沿革
- 1900年- 創立。

### 主な課程
- 本科研究課程 〈2年制〉
- 本科実践課程 〈2年制〉
- 専修科 〈2年制〉

## 主な出身者
- 岩橋肇